# Carl Holmberg
Carl Holmberg (9 marzo 1884 – 1º dicembre 1909) è stato un ginnasta svedese.

## Palmarès

### Olimpiadi
- Oro a Londra 1908 nel concorso a squadre.